# Corps Thuringia Heidelberg
Koordinaten: 49° 24′ 48,8″ N, 8° 43′ 0,1″ O
Das Corps Thuringia Heidelberg ist ein Corps (Studentenverbindung) in Heidelberg, das dem Weinheimer Senioren-Convent (WSC) angehört. Das Corps ist pflichtschlagend und farbentragend. Es vereint Studenten und ehemalige Studenten der Ruprecht-Karls-Universität Heidelberg sowie der anderen Heidelberger Hochschulen. Die Corpsmitglieder werden „Heidelberger Thüringer“ genannt. Sitz des Corps ist das Corpshaus in der Hauptstraße 244 am Rande der Heidelberger Altstadt, welches seit 1931 als Korporationshaus genutzt wird.

## Einbindung
Innerhalb des WSC ist das Corps Thuringia dem Darmstädter SC beigeordnet, zusammen mit dem Corps Rheno-Nicaria Mannheim, dem Corps Hermunduria Leipzig zu Mannheim und dem Corps Franconia-Berlin zu Kaiserslautern. Es deckt seine Mensuren vornehmlich in der Heidelberger Interessen-Germeinschaft (HIG) ab, einem Waffenring Heidelberger und Mannheimer Studentenverbindungen. Es unterhält ein Freundschaftsverhältnis mit dem Corps Alemannia Karlsruhe.

## Couleur
Das Burschenband ist schwarz-karmesinrot-weiß, das Fuchsenband karmesinrot-weiß, jeweils mit silberner Perkussion. Das Hauptcouleur sind karmesinrote Tellermützen.

## Geschichte
Das Corps Thuringia vereint in seiner Geschichte zwei Wurzeln:
1. Tradition der Sängerschaft Thuringia (Farben, Zirkel, Gründungsdatum)
2. Tradition des Corps Rheno-Nicaria Mannheim-Heidelberg (Satzung, Dachverband, Aufbau)

### Geschichte der Sängerschaft Thuringia
Im SS 1908 beschließen die beiden Sängerschafter Kurt Gerlach und Johannes Uderstadt (beide Sängerschaft Wittelsbach München), die zu diesem Zeitpunkt in München studieren, in Heidelberg eine farbentragende Sängerschaft zu gründen. In Heidelberg treffen sie mit Henry Bußmann (Sängerschaft Guilelmia Greifswald) zusammen, der das gleiche Ziel hat. Andere Studenten gesellen sich zu dieser Gruppe hinzu, und eine daraus gebildete Abordnung fährt zum Weimarer Chargierten-Convent, dem Zentralorgan der Deutschen Sängerschaft. Am 9. Juni 1908 wird auf dem Weimarer C.C. der Beschluss gefasst, eine Verbandskorporation in Heidelberg zu gründen:
Name: „Thuringia“ – Bezug auf Weimar, den Tagungsort des Verbandes

Wahlspruch: „Deutsches Schwert und Deutscher Sang“

Farben: Schwarz-Karmoisinrot-Weiß mit Karmoisinroten Tuchmützen
Ursprünglich sollten die Reichsfarben Schwarz-Weiß-Rot angelegt werden, dies scheiterte jedoch am Einspruch der Burschenschaft Allemannia. Am 17. Juni 1908 fand die offizielle Gründung in der Gaststätte „Prinz Friedrich“ statt. Gleich mit der Gründung werden Besprechungsmensuren eingeführt und im SS 1909 wird das erste Paukverhältnis mit ATV Hasso-Rhenania Heidelberg und der Sängerschaft Ascania Darmstadt abgeschlossen. Im SS 1912 wird die bis heute bestehende Thüringer-Zeitung als Mitteilungsblatt gegründet. In den Wirren des Ersten Weltkrieges lassen 11 von 55 Thüringern ihr Leben. Als wesentliches Bindeglied erweist sich die in 49 Ausgaben erschienene Thüringer-Zeitung.
Nach dem Ende des Ersten Weltkrieges gelingt es AH Otto Schmidt zwischen März und Mai 1919 24 neue Füchse für Thuringia zu gewinnen und den gerade 10 Jahre alten Bund wieder zu beleben. Zwischen 1924 und 1933 erlebt der Bund eine Blütezeit, gekennzeichnet durch hohe Aktivenzahlen und starkes Engagement auf dem Paukboden und in der Hochschulpolitik. Auch auf musikalischem Gebiet blüht die Sängerschaft, Winter- und Sommerkonzerte finden häufig im ausverkauften Musiksaal des neuen Kollegienhauses statt und bekommen hervorragende Kritiken in der örtlichen Presse. Im Jahre 1933 wird das 25. Stiftungsfest noch euphorisch gefeiert, jedoch wird der aktive Bund 1935 im Zuge der Gleichschaltung aufgelöst und zusammen mit Hubertia-Rhenonicaria, der Sängerschaft Saxo-Frisia Mannheim und der Ghibellinia in die Kameradschaft „Friedrich Friesen“ überführt.
Nach dem Zweiten Weltkrieg sind von 177 Thüringern 28 gefallen und 11 werden vermisst, viele leben in der DDR und können Heidelberg nicht besuchen. 1951, nachdem Fusionsverhandlungen mit der Turnerschaft Ghibellinia gescheitert sind, wird mit Hilfe von 39 vertriebenen Angehörigen der Sängerschaft Barden Prag Thuringia neu gegründet. Nach Wiedereinführung der, zunächst noch fakultativen, Mensur treten die Prager Barden wieder aus, jedoch erfolgt im SS 1954 der Beitritt der „Akad. Verbindung Cheruskia“. Diese tritt bereits im WS 1954/55 wegen der Einführung von Zwangsreinigung und der Pflichtmensur wieder aus.
Nachdem viele Jahre eine Etage am Fischmarkt als Heim genutzt wurde, wird im Januar 1965 ein Haus in der Wilhelmstraße 5 erworben, was sich jedoch als Fehlschlag erweist, da die Nachbarn kein Verständnis für die akademische Jugend zeigten und das Haus zu dezentral lag. 1970 suspendiert der Bund und das Haus wird verkauft. Weitere Versuche, wieder einen Aktivenbetrieb zu starten, scheitern.

### Heidelberger Aspekte der Geschichte des Corps Rheno-Nicaria
Im Jahre 1907 wurde in Mannheim die Handelshochschule gestiftet, an der sich am 22. Januar 1909 eine Turnerschaft Rheno-Nicaria gründete, welche sich 1922 in ein Corps umwandelte und 1924 dem Rudolstädter Senioren-Convent beitrat. Als die Handelshochschule Mannheim 1933 aufgelöst wurde, siedelte Rheno-Nicaria nach Heidelberg über, wo sie mit der Burschenschaft Westmark (fr. Alemannia Mannheim) und dem Corps Hubertia Gießen zur Burschenschaft Hubertia-Rhenonicaria fusionierte. Das Haus Hauptstraße 244 wurde von der suspendierten jüdischen Verbindung Bavaria erworben. 1936 löst sich diese Burschenschaft auf und bildete mit Thuringia und der Turnerschaft Ghibellinia die Kameradschaft „Friedrich Friesen“ (siehe oben).
Am 5. Mai 1948 rekonstituierte die Altherrenschaft und übernahm die Vereinigung „Gutenberg“ als Aktive zum Corps Rheno-Nicaria Mannheim. Altherrensöhne des inzwischen mit Rheno-Nicaria fusionierten Corps Silvania Gießen eröffneten in Heidelberg ebenfalls einen Aktivenbetrieb auf dem von Rheno-Nicaria Heidelberg komplett übernommenen Haus Hauptstraße 244, was zu einem Doppelbetrieb in Mannheim und Heidelberg führte. Aufgrund verschiedener Streitigkeiten verlegte Rheno-Nicaria den Aktivenbetrieb 1975 komplett nach Mannheim.

### Corps Thuringia Heidelberg

Jetziges Haus des Corps Thuringia als Kameradschaftshaus im Jahre 1938

Bereits 1974 hatten die Heidelberger Aktiven der Rheno-Nicaria mit den AHV verschiedener suspendierten Corps Kontakt aufgenommen, da man in Heidelberg bleiben und notfalls alleine weitermachen wollte. Verhandlungen mit den suspendierten Corps Ostfalia Hannover und Franconia Berlin scheiterten, da der WSC einen Konflikt mit dem KSCV, dem der SC der alten Heidelberger Corps angehört, vermeiden und deshalb kein neues Weinheimer Corps ansiedeln wollte. Ein zufälliges Gespräch einiger Rheno-Nicaren auf dem Stiftungsfest der Thuringia führt jedoch bald zu konkreten Verhandlungen. So wurden folgende Punkte manifestiert (vereinfacht und zusammengefasst):
1. Das Corps Rheno-Nicaria Heidelberg löst sich auf, die Aktiven und Inaktiven werden Aktive des neugestifteten Corps Thuringia.
2. Das Corps Thuringia übernimmt Farben, Tradition und Altherrenschaft der bisherigen Sängerschaft Thuringia, diese löst sich auf.
3. Jeder Angehörige der Rheno-Nicaria, der in Heidelberg studiert hat, kann durch formlosen Antrag dem Corps Thuringia beitreten.
4. Das bisherige Heidelberger Haus der Rheno-Nicaria soll schnellstmöglich erworben, renoviert und dem Corps Thuringia zur Verfügung gestellt werden.

So wurde am 9. Oktober 1976 auf einem feierlichen Publikationsfest das Corps Thuringia Heidelberg gestiftet, wobei der Anschluss an einen Dachverband zunächst außen vor blieb, da das zusammenführen einer sängerschaftlichen und einer corpsstudentischen Tradition mit ursprünglich unterschiedlichen Dachverbänden ein Novum darstellte. Wenig später wurde das Haus Hauptstraße 244 von den Rhein-Neckarländern übernommen und umfassend renoviert. Nach langer interner Debatte wurde schließlich am 16. Oktober 1993 dem damaligen Vorortsprecher des Weinheimer Senioren-Convent Aydin Karaduman der Antrag auf Aufnahme in den WSC überreicht. Auf der Weinheimtagung 1995 wurde Thuringia einschließlich der noch lebenden AH der ursprünglichen Sängerschaft als Vollmitglied in den WSC aufgenommen, nachdem die erforderlichen Renoncierungspartien beim Darmstädter SC gefochten wurden. Nur eine Woche später wurde anlässlich des 87. Stiftungsfestes mit dem Corps Alemannia Karlsruhe, zu dem schon lange Kontakte bestanden, ein Vorstellungsverhältnis abgeschlossen, welches am 11. Dezember 1999 zu einem Freundschaftsverhältnis erweitert wurde.

## Corpshaus
Das Corps Thuringia Heidelberg besitzt und nutzt das denkmalgeschützte Haus Hauptstraße 244 als Corpshaus. Es wurde 1835 erbaut, erster Eigentümer war laut Grundbuch der Weinwirt Johann Georg Weber. Zahlreiche weitere Besitzer lösen sich ab, so ein Rechtsanwalt, ein Apotheker und ein Malermeister. 1931 erwirbt es der AHV der jüdischen Verbindung Bavaria und baut es mit Hilfe ihres Kartellbruders, des jüdischen Architekten Richard Stich (AH der Viadrina Darmstadt), als Korporationshaus um. Es ist nach heutigen Kenntnisstand das einzige erhaltene Haus einer jüdischen Studentenverbindung, welches baulich kaum verändert wurde und noch als Korporationshaus genutzt wird.
1933 erwirbt es die aus Mannheim unter dem Namen „Westmark“ übersiedelte Burschenschaft Alemannia, die kurz darauf mit den Corps Hubertia Gießen und Rheno-Nicaria Mannheim fusioniert, von der im SS 1933 verbotenen Bavaria. Eigentümer ist jetzt der „Hausverein der Burschenschaft Hubertia-Rhenonicaria Heidelberg“. Dieser übergibt es nach Verbot der Korporationen 1936 an die NS-Kameradschaft „Friedrich Friesen“ zur Nutzung, welche es bis mindestens 1944 als sogenanntes Kameradschaftshaus bewirtschaftet und der damaligen Öffentlichkeit in der Wochenschau präsentiert.
Nach Ende des Zweiten Weltkrieges wird das Haus zunächst von der Turnerschaft Ghibellinia genutzt, bis es wieder in das alleinige Eigentum der Rheno-Nicaria übergeht. Diese verkauft es schließlich 1978 an die Altherrenschaft der Thuringia, welche es für ca. 300.000 DM komplett renoviert und bis heute zur Nutzung dem aktiven Corps überlässt.
Das Haus ist im spätbarocken Stil erbaut und besteht aus einem Sockelgeschoss und zwei durch Sandsteinbänder abgetrennte Obergeschosse. Das Ober- und Dachgeschoss ist ausgebaut und wird als Studentenwohnheim genutzt. Der Garten reicht bis zum sogenannten Karmeliter-Wäldchen am Schloßberg und zeigt als Mittelpunkt eine steinerne Sonnenuhr aus dem Jahre 1559, welche bei Umbauarbeiten 1980 gefunden wurde. Sie erfährt von den Aktiven besondere Wertschätzung.

## Besonderheiten

### Allgemeines
Als eine der wenigen Studentenverbindungen öffnet sich das Corps Thuringia gelegentlich für Führungen interessierter Touristen um einen Einblick in das klassische Studentenleben zu gewähren. Aktuell besteht für angemeldete Gruppen interessierter Ausländer an drei Terminen im Semester die Möglichkeit, einen Blick hinter die Kulissen einer Studentenverbindung abseits von Alt-Heidelberg-Romantik zu werfen. Ebenso beteiligen sich Angehörige des Corps vermehrt an anderen Aktionen der Öffentlichkeitsarbeit wie Rundfunkauftritten.

### Studentenhistorische Einordnung
Thuringia Heidelberg ist das einzige Corps, das seine Tradition auf eine Sängerschaft zurückführt.

Bereits die Sängerschaft Thuringia zeichnete sich dadurch aus, dass sie die letzte pflichtschlagende Sängerschaft Deutschlands war. Andere pflichtschlagende Sängerschaften waren mit ihr im 1956 gegründeten „Esslinger Kartell“ verbunden, namentlich Rhenania Frankfurt, Baltia Kiel und Saxo-Thuringia Würzburg. Namensgebend hierfür war ein Sängerschaftertag in Esslingen, an dem eine die Mensur ablehnende Sängerschaft als probendes Mitglied der DS zugelassen wurde. Um dieser Tendenz Einhalt zu gebieten, wurde das „Esslinger Kartell“ gegründet, es schlief Ende der 60er Jahre ein.
Bereits vor dem Krieg war Thuringia innerhalb der Deutschen Sängerschaft zu den sogenannten „fortschrittlichen Sängerschaften“, d. h. die Mensur befürwortenden, zu zählen. Ihre Gründung fällt in eine Expansionsphase der Deutschen Sängerschaft, die von der Wende zum 20. Jahrhundert bis zum Beginn des Ersten Weltkrieges eingeordnet werden kann. Viele der damals jungen und noch mitgliederschwachen neugegründeten Sängerschaften profilierten sich durch Betonung von Mensur und korporativen Lebens an ihren Hochschulorten, da sie an die musikalischen Leistungen der alten und sehr mitgliederstarken Sängerschaften in Mitteldeutschland wie Fridericiana Halle, Paulus Jena oder St. Pauli Leipzig nicht heranreichen konnten. So konnte beispielsweise Thuringia als Sprecherin der die Mensur bejahenden Sängerschaften 1920 nur mit Mühe von einem Antrag, der zum Zerbrechen der Deutschen Sängerschaft geführt hätte, abgehalten werden.

## Bekannte Mitglieder

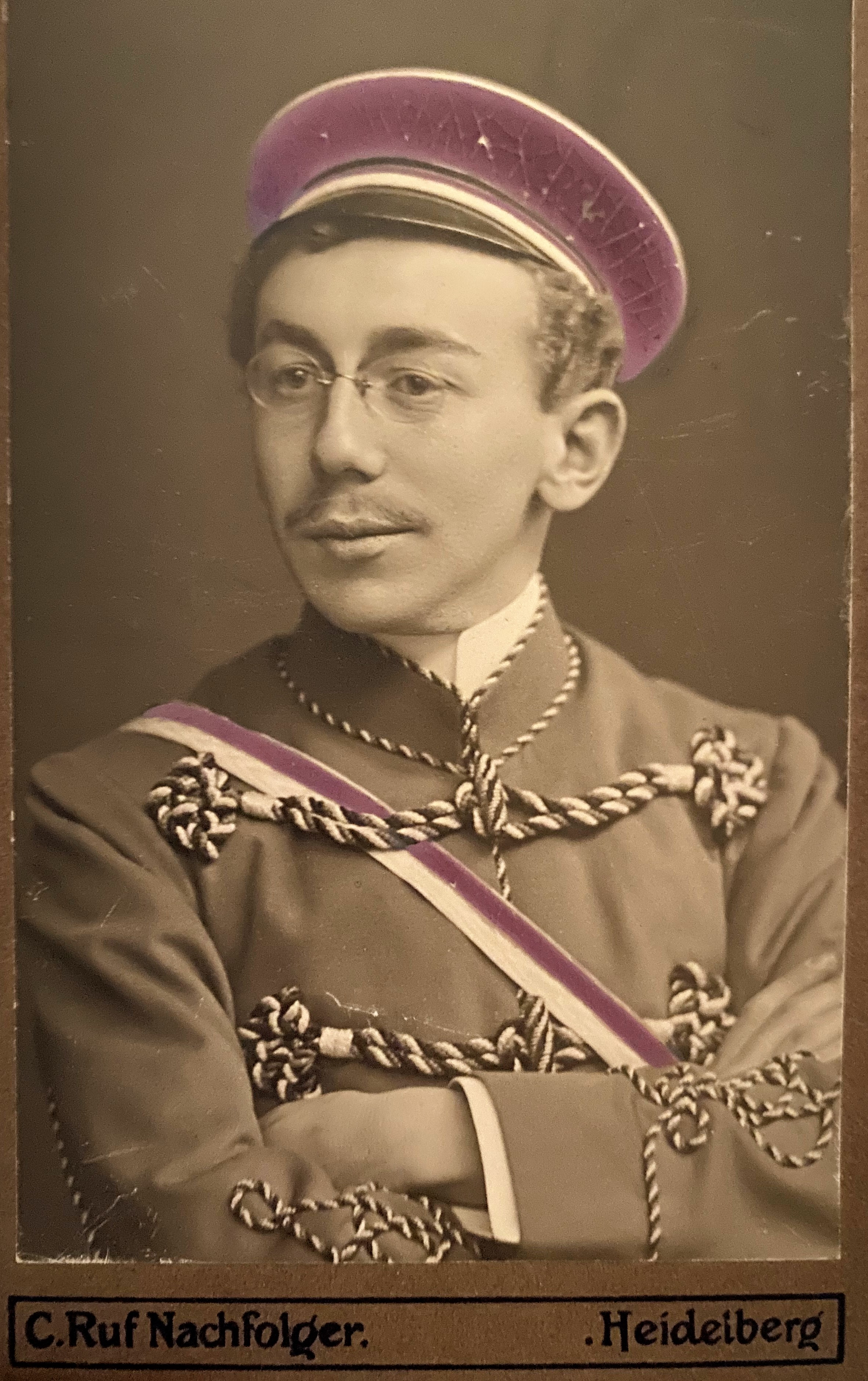
Otto Henneberger 1912 als Thüringer

- Rudolf Desch, Komponist, Bundeschormeister (später ausgetreten)
- Otto Henneberger, evangelischer Pfarrer und Kirchenrat
- Richard Herbst, Stadtdirektor in Erfurt, Pionier des Städtemarketings
- Georg Hörmann, Professor für Geburtshilfe und Gynäkologie in Kiel und Berlin[10]
- Robert Jelke, Theologe, Professor für Systematische Theologie in Rostock und Heidelberg, 1933–1935 Dekan der theol. Fakultät der Universität Heidelberg[11]
- Walther Kühn, Landrat in Westpreußen, Mitbegründer der FDP, MdB
- Werner Kunze, Mathematiker und Kryptoanalytiker
- Ernst Lewek, Pfarrer, NS-Verfolgter, Mitglied der Volkskammer der DDR
- Arthur Mämpel, Kulturreferent in Wanne-Eickel, Chefdramaturg an den Städtischen Bühnen Dortmund
- Frank Sürmann, Rechtsanwalt, Dozent, 2009–2013 MdL (Hessen)
- Friedemann Quaß, Akademischer Rat und Professor für Geschichte in Göttingen
- Adalbert Wolpert, Bürgermeister in Lohr am Main und Bad Kissingen